# Cantonul Romans-sur-Isère-1
Cantonul Romans-sur-Isère-1 este un canton din arondismentul Valence, departamentul Drôme, regiunea Rhône-Alpes, Franța.

## Comune
| Comune                                                      | Populație (1999) | Cod poștal | Cod INSEE |
| ----------------------------------------------------------- | ---------------- | ---------- | --------- |
| Romans-sur-Isère (chef-lieu du canton), fraction de commune | 21 698           | 26100      | 26281     |
| Clérieux                                                    | 2 036            | 26260      | 26096     |
| Geyssans                                                    | 647              | 26750      | 26140     |
| Mours-Saint-Eusèbe                                          | 2 653            | 26540      | 26218     |
| Peyrins                                                     | 2 416            | 26380      | 26231     |
| Saint-Bardoux                                               | 577              | 26260      | 26294     |